# André Grall
Pour les articles homonymes, voir Grall.
André Grall, né le 27 juillet 1956 à Quimper, est un journaliste, romancier, poète et scénariste français, auteur de roman policier.

## Biographie
Ancien journaliste de Ouest-France et du Monde, il est par ailleurs le fondateur des Éditions de l'Universeau et le cofondateur des Éditions Le Signor.
Après son premier roman, Le Soldat Grisaille (1978), paru un an après un accident d'aviation où on le laissa pour mort, il se lance dans le roman policier avec Stress (1984), le récit d'une jeune mère qui élève seule son enfant et est harcelée par des appels téléphoniques. Ce roman, adapté au cinéma pour le film Stress réalisé par Jean-Louis Bertuccelli en 1984, a fait également l'objet d'un remake à la télévision réalisé par Jérôme Boivin en 1999. Le Faiseur d'anges (1986), son troisième roman, est l'histoire d'un avocat accusé par sa femme d'avoir tué leur enfant, né par insémination artificielle. En 1987, La Vallée des murmures, est un thriller dont l'action se déroule dans un village du Finistère.
André Grall, qui est également scénariste pour le cinéma et la télévision, est sociétaire de la Société des auteurs et compositeurs dramatiques (SACD), de la Société civile des auteurs multimédia (SCAM) et de la Société des gens de lettres (SGDL).
Il vit à Montmartre depuis 1986.

## Œuvre

### Poésie
- L'Œil, Éditions Saint-Germain-des-Prés, 1973
- Les Grands Vents Lunaires, Le Castor astral, 1975
- Récitations, Éditions Jean-Claude Bernard, illustrations de Ian Bolumet, 1996

### Romans
- Le Soldat Grisaille, éditions Le Signor, préfacé par Jean-Edern Hallier[1], 1979
- Stress, Hachette-Littérature, 1984 ; réédition, Bargain, 1997
- Le Faiseur d'anges, Ramsay, 1986, 260 p. ; réédition, Bargain, 1998
- La Vallée des murmures, Ramsay, 1987, 282 p.
- Fantôme de star, Jean Picollec, 1988 Prix de la Fondation Paul Ricard
- Le Pendu d'Argol, Jean Picollec, 2002 (traduit en italien 2006)

### Ouvrages d'humour
- Petit Bêtisier de la Presse, humour, Ramsay, 1987
- Le Retour du captain Cap, le joyeux compère d'Alphonse Allais, humour, Filipacchi, 1991 "Prix Alphonse Allais" 1992)

### Théâtre
- Chérie, je suis délocalisé, comédie en 5 actes. Compagnie Catherine Rosier. 2001

### Radio
- Le Cochon Rose, France Inter, feuilleton de 15 fois 10 minutes, scénariste avec Guy Franquet. 1998/1999. Avec Laurence Badie, Pierre Etaix, Luc Florian, Marion Game.

### Textes dans la presse enfantine
- Pierre et Plouf, bande dessinée, scénariste, Fleurus Presse. (1987-1989).
- Blabla, Mic et Lola, bande dessinée, Fleurus Presse. (1989-2012).
- La Colline aux mille enfants, récit.

### Nouvelles et articles
- L'Amant, le Pigeon et le Pot de fleurs, nouvelle, Polar no 5.
- Marjannick, nouvelle, Dimanche Ouest-France.
- « Les Tontons flingueurs », Collège au cinéma, no 64.
- Divers articles critiques dans Collège au cinéma.
- " Les bignolleries de la butte" "La belle Gabrielle".

## Filmographie

### Au cinéma

#### En tant que scénariste ou co-scénariste
- 1984 : Stress, film français réalisé par Jean-Louis Bertuccelli, avec Carole Laure, Guy Marchand et André Dussollier
- 1992 : La Voisine du dessus, court-métrage français, écrit et réalisé par André Grall. Ce film, lauréat de THÉCIF, parrainé par Robert Enrico, a pour interprètes Dominique Lavanant, Patachou et Jean Le Mouël (label qualité CNC)
- 1993 : L'Homme sur les quais, film franco-haïtien réalisé par Raoul Peck. Sélection officielle du Festival de Cannes 1993
- 1996 : Les Mille et Une Recettes du cuisinier amoureux, film franco-géorgien réalisé par Nana Djordjadze, avec Pierre Richard et Micheline Presle. Sélection à la Quinzaine des réalisateurs, Festival de Cannes 1996 ; nomination aux Oscars du meilleur film étranger, Los Angeles 1997.
- 1997 : Le Pianiste, film franco-espagnol réalisé par Mario Gas, d'après le roman homonyme de Manuel Vázquez Montalbán, avec Mercè Arànega, Serge Reggiani, Laurent Terzieff, Xavier Deluc.

### À la télévision
- 1995 : Le Passager clandestin (film franco-espagnol réalisé par Agustí Villaronga, adaptation du roman homonyme de Georges Simenon, avec Simon Callow, Mercè Pons et Bruno Todeschini
- 1996 : Long Cours, téléfilm français réalisé par Alain Tasma, adaptation du roman homonyme de Georges Simenon, avec Benoît Magimel et Hélène de Fougerolles, diffusé sur Arte-Canal+
- 1999 : Stress, téléfilm français réalisé par Jérôme Boivin, remake du film homonyme de 1984, diffusé dans le cadre de la série télévisée Vertiges par M6
- 2000 : Contre la montre" téléfilm français réalisé par Jean-Pierre Sinapi, avec Francis Renaud et Olivier Gourmet
- 2002 : La Vie comme elle vient, téléfilm franco-belge réalisé par Edwin Baily, coproduction France 2 et RTBF

## Sources
: document utilisé comme source pour la rédaction de cet article.
- Claude Mesplède (dir.), Dictionnaire des littératures policières, vol. 1 : A - I, Nantes, Joseph K, coll. « Temps noir », 2007, 1054 p. (ISBN 978-2-910-68644-4, OCLC 315873251), p. 873